# Cala Salada
La playa Cala Salada está situada en San Antonio de Portmany, en la costa norte de la isla de Ibiza, en la comunidad autónoma de las Islas Baleares, España.
Es una de las playa muy visitada por barcos de fondeo.